# A Nazionale 1964-1965
La A Nazionale 1964-1965 è stata la 25ª edizione del massimo campionato greco di pallacanestro maschile. La vittoria finale è stata ad appannaggio dell'AEK Atene.

## Risultati

### Stagione regolare
|     | Squadra           | G  | V  | P  | PF | PS | Pt. | Qualificazione            |
| --- | ----------------- | -- | -- | -- | -- | -- | --- | ------------------------- |
| 1.  | AEK Atene         | 18 | 17 | 1  |    |    | 35  |                           |
| 2.  | Aris Salonicco    | 18 | 13 | 5  |    |    | 31  |                           |
| 3.  | Pagrati Atene     | 18 | 12 | 6  |    |    | 30  |                           |
| 4.  | PAOK Salonicco    | 18 | 12 | 6  |    |    | 30  |                           |
| 5.  | Sporting Atene    | 18 | 10 | 8  |    |    | 28  |                           |
| 6.  | Panathīnaïkos     | 18 | 8  | 10 |    |    | 26  |                           |
| 7.  | Īraklīs Salonicco | 18 | 7  | 11 |    |    | 25  |                           |
| 8.  | Tríton            | 18 | 4  | 14 |    |    | 22  |                           |
| 9.  | Panellīnios       | 18 | 4  | 14 |    |    | 22  | retrocesse in B Nazionale |
| 10. | XAN Salonicco     | 18 | 3  | 15 |    |    | 21  | retrocesse in B Nazionale |

| A Nazionale 1964-1965 |
| --------------------- |
| AEK Atene 4º titolo   |

## Formazione vincitrice
| N° | Naz.              | Ruolo | Sportivo              |  | Alt. |  |
| -- | ----------------- | ----- | --------------------- |  | ---- |  |
|    | Grecia (bandiera) | G     | Giōrgos Amerikanos    |  |      |  |
|    | Grecia (bandiera) |       | Stelios Vasileiadis   |  |      |  |
|    | Grecia (bandiera) |       | Aias Larentzakīs      |  |      |  |
|    | Grecia (bandiera) |       | Dermanoutsos          |  |      |  |
|    | Grecia (bandiera) |       | Lakīs Tsavas          |  |      |  |
|    | Grecia (bandiera) |       | Georgios Moschos      |  |      |  |
|    | Grecia (bandiera) |       | Vaggelīs Nikītopoulos |  |      |  |
|    | Grecia (bandiera) |       | Antōnīs Chrīsteas     |  |      |  |
|    | Grecia (bandiera) |       | Giōrgos Oikonomou     |  |      |  |
|    | Grecia (bandiera) | P     | Chrīstos Zoupas       |  | 180  |  |
|    | Grecia (bandiera) | C     | Giōrgos Trontzos      |  | 217  |  |
|    | Grecia (bandiera) |       | Theodoropoulos        |  |      |  |
|    | Grecia (bandiera) |       | Nikos Nesiadis        |  |      |  |
|    | Grecia (bandiera) | All.  | Missas Pantazopoulos  |  |      |  |